# Bertil Lilliehöök (1914–2005)
Bertil Bertilsson Lilliehöök, född 21 september 1914 i Jönköping, död 2 januari 2005, var en svensk agronom.

## Biografi

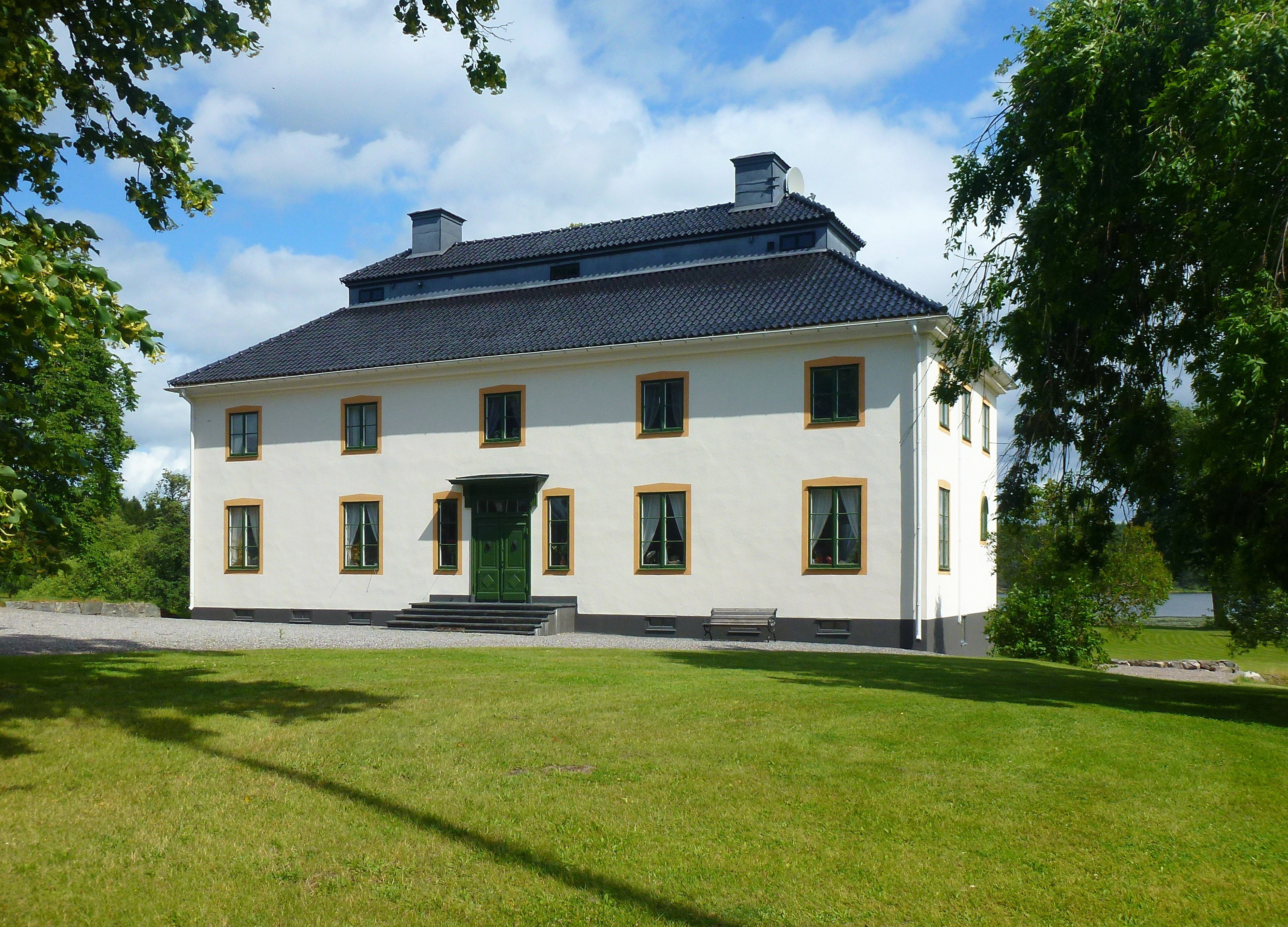
Molnsättra gårds huvudbyggnad.

Lilliehöök var son till överste Bertil Lilliehöök och Eleonor Berndes. Han avlade studentexamen i Stockholm 1934, reservofficersexamen 1937 och examen vid Kungliga Lantbrukshögskolan 1947. Lilliehöök var anställd vid skogsvårdsstyrelsen i Jämtlands län 1946, blev jordbrukskonsulent i Jämtland 1947 och lantbrukskonsulent där 1948 samt i Stockholms län 1954. Han var jordbruksrationaliseringsexpert vid Stora Kopparbergs Bergslags AB 1954, anställd i Kommunernas konsultbyrå LBF från 1957 och sektionschef vid lantbruksavdelningen där 1959 samt chef för utlandsavdelningen från 1963.
Lilliehöök var innehavare av Molnsättra gårds jordbruksarrende 1952–1961. Han är begravd på Järfälla kyrkogård.
Lilliehöök var gift 1945–1955 med Ingrid Gulltorp, 1957–1960 med Margaretha Gademan och från 1962 med Anne-Marie Fries (1924–2012), dotter till medicine doktor K A Fries och Gertrud Nordblad. Han var far till Marika (född 1946), Bertil (född 1948), Gunnila (född 1951) och Peder (född 1954).